# Philanthus coronatus
Philanthus coronatus é uma espécie de insetos himenópteros, mais especificamente de vespas pertencente à família Crabronidae.
Trata-se de uma espécie presente no território português.

## Taxonomia
A espécie foi descrita cientificamente pelo explorador e naturalista sueco Carl Peter Thunberg em 1784, e originalmente colocada no gênero Sphex.
Fora a subespécie-padrão (P. coronatus coronatus), são reconhecidas mais duas subespécies:
- P. coronatus ibericus Beaumont, 1970
- P. coronatus orientalis Bytinski-Salz, 1959